# Johnnie Walker Classic
Johnnie Walker Classic är en golftävling på PGA European Tour som spelas i den asiatiska stillahavsregionen.
Johnnie Walker har en lång historia av sponsorskap i golftävlingar och företaget sponsrar även Johnnie Walker Championship at Gleneagles, en europatourtävling som spelas i Skottland. 1989 sponsrade Johnnie Walker Hong Kong Open och företaget beslutade då att fortsätta att sponsra tävlingen. Tävlingen kallades Johnnie Walker Asian Classic och hölls första gången i Hongkong 1990. Så småningom blev det en tourtävling som framför allt användes av företaget för att marknadsföra sig i den asiatiska stillahavsregionen. 1992 blev det den första tävlingen i Östasien som sanktionerades av PGA European Tour (Dubai Desert Classic var den första i Asien). 1993 togs ordet Asian bort från tävlingens namn. 2005 hölls tävlingen i Kina för första gången som en del av europatourens inträde i landet som var värd för ytterligare tre tävlingar och en tävling i Hongkong det året.
2005 sanktionerades tävlingarna tillsammans av Asian Tour, PGA European Tour och PGA Tour of Australasia och startfältet bestod då av 60 europatourspelare, 60 asientourspelare, 28 australasientourspelare och 8 spelare som var inbjudna av sponsorerna. Prissumman var 1 250 000 brittiska pund vilket är ett högt belopp i jämförelse med vad som brukar förekomma på Asian Tour och Australasian Tour. 
Tävlingen attraherar många av världens ledande spelare. Nio av de första 14 upplagorna av tävlingen vanns av spelare som hade legat etta på golfens världsranking någon gång under karriären. Dessa var Nick Faldo, Ernie Els, Tiger Woods, Ian Woosnam, Greg Norman och Fred Couples.

## Segrare
| År   | Värdland     | Segrare              | Nationalitet |
| 2006 | Australien   | Kevin Stadler        | USA          |
| 2005 | Kina         | Adam Scott           | Australien   |
| 2004 | Thailand     | Miguel Angel Jiménez | Spanien      |
| 2003 | Australien   | Ernie Els            | Sydafrika    |
| 2002 | Australien   | Retief Goosen        | Sydafrika    |
| 2001 | Inställd     | Inställd             | Inställd     |
| 2000 | Thailand     | Tiger Woods          | USA          |
| 1999 | Taiwan       | Michael Campbell     | Nya Zeeland  |
| 1998 | Thailand     | Tiger Woods          | USA          |
| 1997 | Australien   | Ernie Els            | Sydafrika    |
| 1996 | Singapore    | Ian Woosnam          | Wales        |
| 1995 | Filippinerna | Fred Couples         | USA          |
| 1994 | Thailand     | Greg Norman          | Australien   |
| 1993 | Singapore    | Nick Faldo           | England      |
| 1992 | Thailand     | Ian Palmer           | Sydafrika    |
| 1991 | Inställd     | Inställd             | Inställd     |
| 1990 | Hongkong     | Nick Faldo           | England      |